# Station Goniądz
Station Goniądz is een spoorwegstation in de Poolse plaats Goniądz.